# أورلاندو دراموند
أورلاندو دراموند (بالبرتغالية: Orlando Drummond‏) (و. 1919  م) هو ممثل، ومقدم برامج إذاعية، وممثل دبلجة، وممثل تلفزي برازيلي، ولد في ريو دي جانيرو.

## وصلات خارجية
- أورلاندو دراموند على موقع IMDb (الإنجليزية)
- أورلاندو دراموند على موقع ميوزك برينز (الإنجليزية)
- أورلاندو دراموند على موقع قاعدة بيانات الفيلم (الإنجليزية)
- أورلاندو دراموند في قاعدة بيانات الأفلام على الإنترنت